# Kai Ekanger
Kai Ekanger (18 de julio de 1929 – 23 de mayo de 2018) fue un jurista y político noruego del Partido Laborista.

## Biografía
Residió en el barrio de Bøler, en Oslo, desde la construcción de ese barrio en la década de 1950. Se licenció en el cand.jur. y trabajó como abogado junior y luego como secretario en la Administración de Carreteras Públicas de Noruega.
En 1966 fue uno de los fundadores de Østmarkas Venner (ØV), organización que presidió de 1988 a 1990 y de 1993 a 1998. También dirigió la revista de la institución Nytt fra Østmarka.
De 1971 a 1985 fue abogado de la Confederación Noruega de Sindicatos y luego director de oficina en la Dirección de Carreteras Públicas de Noruega. También fue presidente del comité de vecinos de Bøler de 1975 a 1979 y de 1987 a 1989.
Del 22 de octubre de 1973 al 8 de octubre de 1979, durante el Segundo Gabinete de Bratteli y el Gabinete de Nordli, fue Secretario de Estado en el Ministerio de Justicia y Policía. Fue diputado por Oslo en el Parlamento de Noruega por Oslo durante el período 1997-2001.
También fue concejal del Ayuntamiento de Oslo durante tres mandatos y dirigió el consejo del distrito de Bøler entre 1975 y 1979 y entre 1987 y 1989.

## Honores
En marzo de 2000 fue nombrado miembro honorario de Østmarka. En 2004 recibió la Medalla Real al Mérito de Noruega en oro.